# Села, Камило Хосе
Ками́ло Хосе́ Се́ла (исп. Camilo José Cela; 11 мая 1916[…], Ирия-Флавия, Галисия — 17 января 2002[…], Мадрид) — испанский писатель и публицист, лауреат Нобелевской премии по литературе 1989 года, член Королевской академии наук Испании (1957), лауреат Премии Сервантеса (1995). Многие свои произведения посвятил представителям «поколения 1898 года».

## Биография
Своими учителями Села называл Мигеля де Унамуно и Пио Бароху, а устойчивость стиля объяснял тем, что он постоянно перечитывает одни и те же любимые книги: Сервантеса, «Ласарильо», великих русских романистов XIX в. (Ф. М. Достоевского, Л. Н. Толстого) и испанских писателей и поэтов «поколения 1898 года» (Унамуно, Валье-Инклана, Асорина, Бароху). В формировании Селы как писателя большую роль сыграли, как он сам это позднее отмечал, его ранние чтения. Два раза он тяжело болел и поэтому был вынужден надолго оставаться в доме затворником. За это время он перечитал «семьдесят томов классиков» (имеется в виду знаменитое издание Мануэля Риванденейры «Испанские классики» в 70 томах) и все книги «поколения 1898 года».
Взгляды Селы, его публицистика во многом перекликаются с взглядами представителей «поколения 1898 года». В своей книге «Евреи, арабы и христиане», которая была опубликована после путешествия-путешествия Селы по Авиле и Сеговии — Старой Кастилии, он смог подтвердить многое из того, о чём говорили историки и писатели — представители «поколения 1898 года». Соображения, которые были лишь смутными догадками и предположениями, в книгах путевых очерков Селы становятся настоящей, живой картиной многообразной Кастилии.
В творчестве Камило Хосе Селы можно выделить несколько наиболее важных этапов. Первый этап, на котором были созданы наиболее известные произведения писателя, можно условно назвать «произведения Селы времен франкистского режима в Испании». В 1939 году с установлением в Испании диктатуры Франко культурная традиция была по существу прервана. Большинство писателей, философов, деятелей культуры эмигрировало.
Первый этап связан с выходом в свет книги «Семья Паскуаля Дуарте» в 1942 году, романа «Улей» 1951 года и «Путевых записок». «Семья Паскуаля Дуарте» была издана более ста тридцати раз, и только на испанском языке она переиздавалась около восьмидесяти раз. До сегодняшнего дня книга занимает первое место в Испании по количеству переводов на другие языки. Роман стал классическим произведением испанской литературы, и для многих поколений испанцев, особенно для послевоенного поколения, книга стала своеобразным учебником жизни, терпимости и стойкости. Роман был запрещен цензурой, и был опубликован небольшим тиражом в Аргентине, но сразу же стал популярным, а имя писателя сделал известным.
Произведения Селы: «Семья Паскуаля Дуарте» и «Улей»(1951), знаменуют собой обновление испанской литературы. В этих романах Села изобразил трагическую судьбу обычного человека, несчастной жертвы суровой действительности. Испания по окончании гражданской войны, показана страной, в которой судьба обычного человека была трагичной. Герой книг, «маленький человек», который в сложившихся условиях может лишь сопротивляться по мере своих сил и отчаянно бороться против несправедливости жизни, все равно не может добиться своей цели.
Села не создает и не показывает волнений и душевных мук героя, не пытается дать читателям картины внутреннего мира Паскуаля Дуарте. При помощи предельно реалистичного описания жизни действующих лиц произведения Села создает роман, в котором он, опираясь на традиции классического реализма, закладывает основы новой литературы.
Роль автора, который использует в романе первое лицо и пытается дистанцироваться от главного героя, словно являясь человеком, который только нашёл и опубликовал письма Паскуаля Дуарте, все же очень заметна в произведении. Сознательный выбор такой манеры изложения служит признаком того, что Села не хочет брать на себя ответственность за происходящее в современной ему послевоенной Испании. Он лишь показывает и рассказывает, а роль судьи оставляет читателю. Такая позиция не была принципиально новой для испанской литературы, но Села смог создать роман, ставший открытием для модернистской литературы XX века. Роман стал мерилом нравственности, заложил основы новой эстетики и нового философского понимания роли человека во франкистской Испании, Испании мирного времени.
Села ничего не говорит прямо, для этого он и уменьшил своё присутствие в романе до минимума, но читателю сразу становится ясно: война окончена, мир настал, а жизнь ничуть не изменилась. В Паскуале Дуарте он нашёл все типические черты, присущие испанцу послевоенного времени и довел их до абсолюта, создал гротескный, но в то же время предельно реалистичный образ, в котором проявились все агонистические черты испанского общества, от которых Испания 40-50 гг. пыталась убежать.
Роман дает правдивую картину нищеты, убожества и обреченности жизни испанской деревни. Важно напомнить, что представители «поколения 1898 года» именно народ всегда наделяли огромной созидательной силой. Всего лишь за сорок с небольшим лет все меняется кардинально, и можно сделать следующий вывод: первые годы франкизма стали для простых испанцев катастрофой. Нарисованное Селой опровергает лживые доводы официальной пропаганды Франко, прославлявшей «испанский дух» («испанидад») и испанское единство.
Паскуаль Дуарте не пытается найти счастья. Он хочет добиться справедливости. Цепь его несчастий, которых он не может избежать, это и есть само существование, из которого есть только один выход — смерть. Изучая особый талант Селы, необходимо сказать в этой связи о том, как писатель мастерски показал особую эмоциональную атмосферу описываемых места и среды как в «Семье Паскуаля Дуарте», так и в «Улье». В первом произведении — деревни, а во втором — города. Можно говорить об уникальном хронотопе, созданном Селой. В страшном и безжалостном описании отражен весь мир, окружающий Паскуаля — современная Селе Испания. Людская жестокость здесь ненамеренна, бесчувственна и естественна.
Исследование того, как захватила простого крестьянина ненависть к жизни франкистской Испании, становится способом понять ненависть народа, проявившуюся во всей своей страшной силе во время гражданской войны. Общество, в котором живёт Паскуаль Дуарте, своей открытой несправедливостью и грубым насилием вызывает протест. Общество не мстит Паскуалю, а отделывается от него, как от неприятного, беспокойного и чуждого элемента. Села заостряет внимание на острой социальной проблеме, делает вывод, что схемы, предложенные правителями, в действительности оказываются ущербными. За экзистенциальными построениями, за философской символикой открывается сущность реальной действительности: голод, нужда, духовное опустошение.
После выхода в свет книг «Семья Паскуаля Дуарте»(1942) и «Улей»(1951) Камило Хосе Села оказывается перед сложным выбором. Успех книг и читательское признание призывали Селу продолжать работу над новыми произведениями, а образы Испании и герои этих романов, созданные писателем, больше в его работах не появляются. Можно сказать, что Села стал по-другому смотреть не только на судьбы страны, но и на людей, которые становились персонажами его книг. Философское осмысление Селой истории и роли человека в истории меняется: он отдает народу и глубинной Испании одну из главных ролей в изменении сложившегося в стране положения. Талант Селы продолжал развиваться дальше. На этапе «El viaje a la Alcarria» и «Del Miño al Bidasoa» развитие его журналистского мастерства можно проследить, анализируя написанные им в путешествиях по Испании путевые очерки.
Жанр путевого очерка — типично журналистский жанр, но и в литературе он имеет давние традиции. В Испании этот жанр имеет свои корни. Необходимо выделить, прежде всего, Марианно Хосе де Ларру в эпоху романтизма, Унамуно и Асорина в культурную эпоху «поколении 1898 года». Теперь эстафета была подхвачена Селой. Жанр этих книг сам Села называл всегда «бродяжничеством»(«vagabundaje»). Этот этап в творчестве Селы начинается с выхода в свет книги «Путешествие в Алькарию» в 1948 году и заканчивается произведением «Новое путешествие в Алькарию», которое вышло в 1989 году.
В своё первое путешествие Села отправился, следуя традициям, заложенным представителями «поколения 1898 года». Он поставил перед собой цель — узнать, как живут крестьяне и какова подлинная испанская действительность. В «Путешествии в Алькарию» нет рассуждений и указаний. Села свидетельствует об увиденном горе, грустной и гордой бедности, душевной черствости простых людей, объясняющихся все той же бедностью.
Чтобы осознать картину испанской действительности, Села связывает воедино фигуры и сцены, найденные им по пути. Мастерство писателя на данном этапе проявляется в полной мере. Села, несмотря на использование малых жанров: очерка и зарисовки, смог провести глубокое и композиционно сложное исследование, в котором нашли отражение общественные, культурные и даже языковые изменения в стране.
Недавняя война по-прежнему чувствуется. Все, что было до войны, представляется людям смутным, но счастливым, сытым и богатым. Путник ни разу не встретил не только энтузиазма, но даже одобрения тем, кто развязал войну и победил в ней. Если в своих романах Села пытается сделать своё присутствие как можно менее заметным, то теперь холодная отстраненность исчезает.
В путешествиях Селы — вся настоящая Испания, 40-50-х годов, которая скрывает официальную Испанию. Он создает страну, живущую вне времени и пространства, и она ему помогает по-другому взглянуть на современность и подвергнуть её незаметной с первого взгляда, но очень суровой критике.
В своих путешествиях Села собрал все самое лучшее, все самые яркие и живые имена, и здесь мы видим наследника традиций, заложенных ещё Асорином, который был буквально влюблен в слово. Села расширяет границы обширного испанского языка.
Жизнь, изображенная выдающимся реалистом Селой, обретает не столько программно-философское, сколько документальное значение. Документальная точность, при которой писателя ничего не отвлекает от его задачи беспристрастного фиксатора состояния общественного организма, была именно тем, что дало испанской литературе контакт с реальностью и помогло изжить тремендизм.
Камило Хосе Села был великим знатоком родного языка. Наиболее ярко талант Селы проявляется в книге «Улей», которая вышла в 1951 году в Аргентине. Если «Семья Паскуаля Дуарте» изобразила жизнь человека в деревне, то в «Улье» Села показал жизнь послевоенного Мадрида, Мадрида 1942 или 1943 годов. «Улей» — это целый мир придуманных Селой персонажей, которые, впрочем, благодаря его таланту и особому подходу к искусству романиста становятся живыми. Мир, который он создал, показывает нам не только общественный организм в целом, но и особые, характерные черты не только эпохи, но и каждого отдельного человека. Села выделил общее и не стал заострять внимания на частностях — благодаря этому он смог создать роман психологический, в котором проанализировал изменения в испанском обществе. Мир антигероический, в котором все превратилось в монотонную и скучную необходимость — мир, в котором больше нет жизни. Исследователи часто сравнивают «Улей» с романом «Манхэттен» (1925) выдающегося американского писателя Джона Дос Пассоса.
В романе нет длинных описаний и философских размышлений. Их заменяют диалоги. Диалог в романе создает и воссоздает исторически достоверно дух эпохи, и язык, который используют персонажи, помогает приблизиться и достоверно свидетельствовать об исторических основах романа. Необходимо обратить особенное внимание на языковые особенности произведения и проанализировать языковые средства Селы.
Язык героев романа — очень выразительный, но слишком приземленный, в нём нет места воображению и фантазии. В нём нет индивидуальности, он намеренно сделан писателем сухим и безжизненным. Герои, которые выделяются своими, только им присущими выражениями, говорят обреченно и меланхолично. Язык героев романа — язык мадридцев той эпохи. Поняв язык, можно было понять и эпоху, поэтому диалог не только способ характеризовать людей и время, но и сильное оружие Селы, когда он писал об их жалких и суетных желаниях. Ирония стала главным методом Селы при написании книги.
В сборник «Буриданов осел» вошли статьи писателя, вышедшие в газете «El País» с марта 1983 года по июнь 1985. Села в своих статьях каждую неделю пытается осветить и рассказать о том, что сильнее всего его взволновало. Его интересы обширны: политика, общество, философия, культура, литература. Это опять знакомый нам образ «фотографа, вышедшего на площадь воскресным днем, чтобы сделать несколько снимков» (так сам Села говорил о своих произведениях). Села размышляет, созерцает, спорит и обсуждает, убеждает и сомневается. Основной тон его статей — сарказм, ирония, добрая насмешка.
В своей статье «Буриданов осел» он гротескно сравнивает с ослом народную молву и мнения безликих людей. Общественное мнение — это пустая масса, из которой раздаются голоса наиболее активных под влиянием технологий, используемых чтобы внушить необходимые идеи, пусть даже путём насилия. Едва лишь начинаются положительные изменения, идеи, навязанные людьми за кулисами, начинают работать с новой силой. Феномен (независимость суждений) длится совсем недолго.
В «Ejercicios de humildad» («Упражнения в скромности») Села пишет о роли Испании в современном мире. Европа любит Испанию, и в то же время, отмечает Села, Европа закрывает для Испании свои рынки. Африку Испания тоже проиграла. В Латинской Америке испанский язык подвергается систематической колонизации со стороны «янки».
В мае 2001 года, на закрытии конференции «Общество и Коммуникации в XXI веке» в университете, названном в честь его самого, Камило Хосе Села произнес речь о журналистике. Он в частности выделил 12 главных принципов работы журналиста. Прежде всего, он выделил особую роль СЛОВА. С точки зрения писателя, слово это шпага журналиста, которой он фехтует. Это оружие, которое как бумеранг к нему возвращается и может сильно навредить. Журналист оказывается в шквале, урагане, буре причин, следствий, предположений, выводов, которые затеняют ему очевидную действительность. Тяжело противостоять этому. Нельзя забывать о тех принципах, которые всегда остаются неизменными.
Журналист обязан говорить лишь то, что происходит, а не то, что, как кажется самому журналисту, может произойти или чего бы он хотел, чтобы произошло. Говорить прежде всего правду, помня всегда, что ложь не может быть новостью, тем более хорошо оплачиваемой новостью. Быть объективным, как зеркало. Журналисту лучше молчать, чем искажать действительность. Вдохновлять интеллектуальное развитие и не потворствовать животным и чувственным страстям. Действовать согласно редакционной линии своего издания, что в хорошей газете будет суммой убеждений, а не оплаченными пристрастиями. Для того чтобы выразить всю палитру мнений, существует колонка или статья, где журналист ставит свою подпись, то есть берет на себя ответственность за написанное.
Села с горечью пишет, что за небольшим исключением, литературные статьи и статьи с размышлениями на неполитические темы, в современной журналистике исчезают. Новость, притом дурно поданная, с оттенком пристрастности, а часто и ангажированности, заменила собой все богатство жанров журналистики. Необходимо помнить, что журналист никогда не является осью, но всегда — эхом происходящего (в оригинале интересная игра слов — «no ser el EJE de nada, sino el ECO de todo»). Скрыть свою собственную индивидуальность и писать правдивые статьи, простые и понятные, с максимальным уважением к языку — вот цель журналиста. Поэтические находки и языковые изыски в газетной статье кажутся смешными, а журналист, слова которого приходится брать в кавычки и выделять курсивом — наивным.
Главный грех современной журналистики — стремление «бросить мяса диким зверям». Журналисты, играя на страстях и низменных чувствах людей, представляют себе читателей животными и доводят их в итоге до животного состояния. Журналисты часто излишне драматизируют плохие и отталкивающие стороны ситуации, и это тоже одна из болезней, которыми страдает современная журналистика.
Источники Власти кроются не в деньгах, которыми обладает меньшинство, а в информации в руках многих. Журналист, пытающийся вмешаться в политику, в итоге фальсифицирует действительность. Политик, пытающийся стать журналистом, превращается в деспота, поскольку журналисты обладают огромной силой. Села предупреждает, что правда не может быть одной и постоянной — слишком уж сложна жизнь и её изменения. В своей речи Села говорит, что из-за неверной политики издательств и бездарных журналистов в Испании выходит 110 газет, а читают их три миллиона человек. В Великобритании выходит 100 газет, и читают их двадцать один миллион человек. Газеты не читают не потому, что телевидение или радио отнимает аудиторию, а потому что журналисты плохо пишут. Статьи получаются скучными, сложными, написанными мертвым языком. Читателю нужно дать реально происходящее и близкое ему, правдивые новости, и мысли, которые могут породить другие мысли. Газета — это детище журналистов, и только они ответственны за её судьбу.

## Сочинения

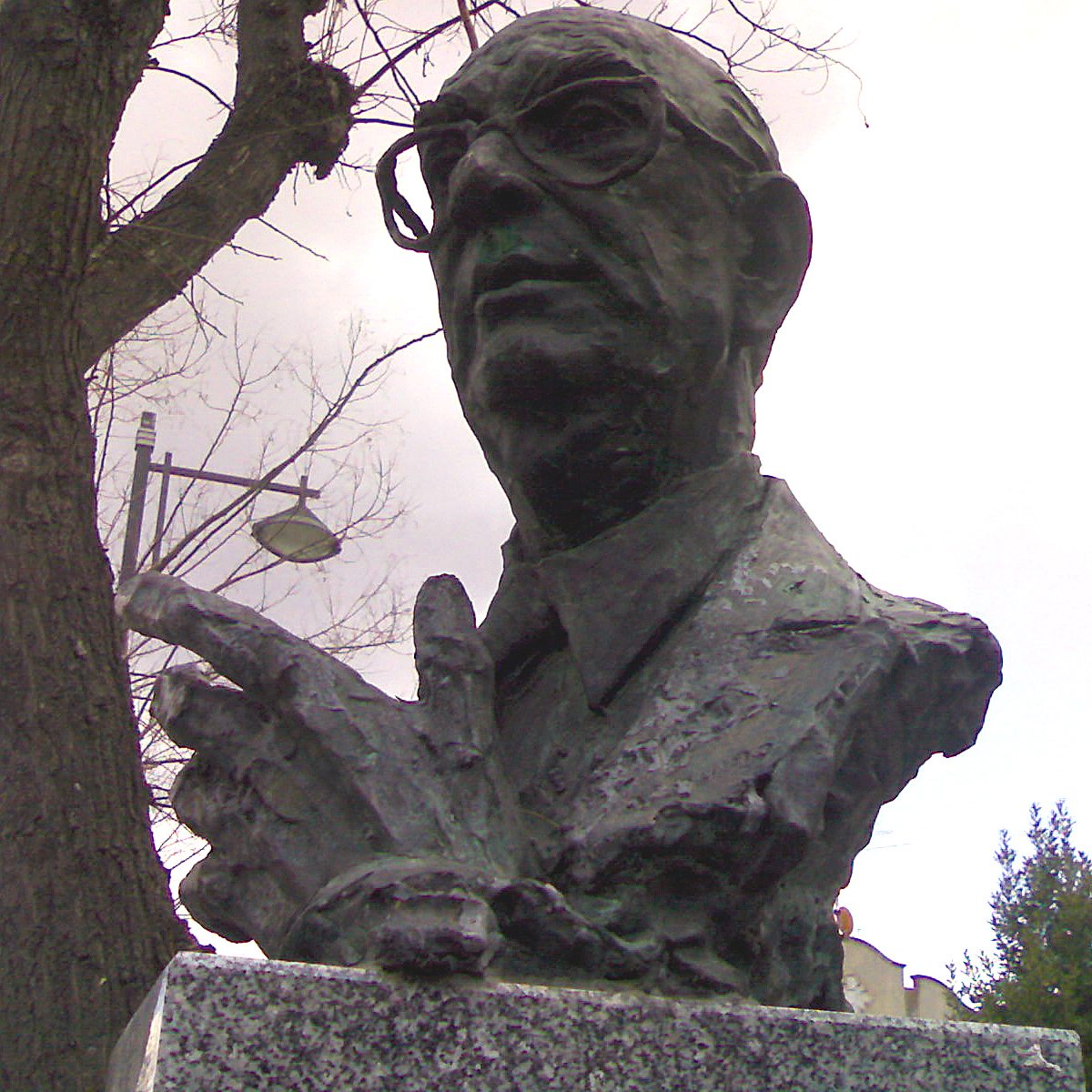
Скульптура писателя в Гвадалахаре

- Села К. Х. «Семья Паскуаля Дуарте. Улей. Повести и рассказы». М., 1980
- Села К. Х. «Апельсины — зимние плоды». М., 1965
- Cela C. J. «El asno de Buridán». Madrid, 1986
- Cela C. J. «El Viaje a La Alcarria». Barcelona, 1973
- Cela C. J. «La colmena». Madrid, 1990
- Cela C. J. «La familia de Pascual Duarte». Barcelona, 1986
- Cela C. J. «Del Miño al Bidasoa». Barcelona, 1981
- Cela C. J. «Los sueños vanos, los angeles curiosos». Barcelona, 1979
- Cela C. J. «Los vasos comunicantes». Barcelona, 1989